# 海鯉
海鯉（1461年—？），字躍之，湖廣武昌府江夏縣人，軍籍，明朝政治人物。

## 生平
成化二十二年（1486年）丙午科湖廣鄉試第四十二名舉人。弘治三年（1490年）中式庚戌科會試第八十五名，二甲第四十八名進士。授山西汾州知州。

## 家族
曾祖海朝宗，鹽課司大使；祖父海永清；父海琦，母李氏；繼母徐氏。慈侍下。弟海鯨（贡士）。